# アルファロメオ・ヌヴォラ
アルファロメオ・ヌヴォラ (Alfa Romeo Nuvola) は1996年に発表されたコンセプトカーである。

## 概要
ヌヴォラは1996年のパリモーターショーで発表された。車名のヌヴォラはイタリアのレーシングドライバーであるTazio Griorgio Nuvolari氏から取られた名前で、イタリア語で雲を意味する。
パワートレインは2.5L V型6気筒ツインターボに6速MTを組み合わせ、最高出力296hp、最大トルク386Nmを発揮。0-100km/hは6秒、最高速度は280km/h。
デザインはCetro Stileによるもので、TVR・タスカンにインスパイアされたボディはポリエステルで作られている。
現在はイタリアのアルファロメオミュージアムに展示されている。

## 参照
1. ↑  https://www.italiazakka.co.jp/shop/22595-0-ja.html
2. ↑  https://creative311.com/?p=60179

Template:Alfa Romeo